# Mayerthorpe
Mayerthorpe es un pueblo canadiense situado en la provincia de Alberta.

## Superficie
Mayerthorpe tiene una superficie de 4,39 km².

## Demografía
En 2021, tenía 1259 habitantes, una densidad poblacional de 286,6 hab./km², y 572 viviendas.